# يوهان أرنولد إيبرت
يوهان أرنولد إيبرت (بالألمانية: Johann Arnold Ebert)‏ هو كاتب وأستاذ جامعي ومترجم وشاعر ألماني، ولد في 8 فبراير 1723 في هامبورغ في ألمانيا، وتوفي في 19 مارس 1795 في مدينة براونشفايغ في ألمانيا.